# Claude-Étienne Delvincourt
Claude-Étienne Delvincourt, né le 4 septembre 1762 à Paris et mort le 23 octobre 1831 à Paris, est un jurisconsulte français.

## Biographie

Istituzioni di diritto commerciale, 1818.

Sa famille, originaire de Laon, comprenait de nombreux "gens de robe", avocats et magistrats. En 1784, il épouse à Paris Jeanne-Françoise Guillemin, avec laquelle il eut trois filles : Louise-Pauline, Marie-Eusophine-Aglaée et Augustine-Françoise. Après la mort de sa première épouse (vers la fin de 1809 ou le tout début de 1810), il épouse Antoinette-Jeanne-Louise Delaporte, avec laquelle il a quatre enfants.
Il fut reçu avocat au Parlement de Paris en 1785. Il était avant la Révolution française agrégé à la Faculté de droit de Paris. Il y rentra dès que les Écoles de droit furent rouvertes, devint doyen, et fut des premiers à commenter le nouveau Code. Il publia dans ce but :
- des Institutes de Droit civil (1808, 3 vol. in-8)
- des Institutes de Droit commercial (1810, 2 vol. in-8)
- un Cours de Code Napoléon (1813, 3 vol. in-4).

Malgré des vices de rédaction, ces ouvrages rendirent service parce qu'ils défrichèrent le terrain. Légitimiste ardent, Delvincourt fut nommé censeur en 1814. Il fut membre du Conseil de l'instruction publique de 1824 à 1830.
Catholique fervent et très charitable, il protégea ses étudiants à quelques reprises lorsque ceux-ci avaient eu de grosses difficultés avec la police.

## Sources
Cet article comprend des extraits du Dictionnaire Bouillet. Il est possible de supprimer cette indication, si le texte reflète le savoir actuel sur ce thème, si les sources sont citées, s'il satisfait aux exigences linguistiques actuelles et s'il ne contient pas de propos qui vont à l'encontre des règles de neutralité de Wikipédia.
- Biographie sur juristoria.com